# Tipografia web

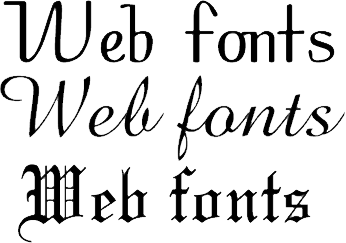
Les fonts tipogràfiques permeten als dissenyadors web utilitzar fonts que no estiguin instal·lades a l'ordinador de qui visiti la pàgina.

La tipografia web i les "web-fonts" fan referència a l'ús dels diferents tipus de lletra a la World Wide Web. Quan es va crear HTML, les cares i els estils de lletra estaven controlats exclusivament per la configuració de cada navegador web. No hi havia cap mecanisme perquè les pàgines web individuals controlessin la visualització del tipus de lletra fins que Netscape va introduir l'element del tipus de font el 1995, que després es va estandarditzar a l'especificació HTML 3.2. Tanmateix, el tipus de lletra especificat per l'element de font s'havia d'instal·lar a l'ordinador de l'usuari o s'utilitzaria un tipus de lletra alternativa, com ara el tipus de lletra sense serif o monoespai per defecte d'un navegador. La primera especificació de fulls d'estil en cascada es va publicar el 1996 i va proporcionar les mateixes capacitats.
L'especificació CSS2 es va publicar el 1998 i va intentar millorar el procés de selecció de tipus de lletra afegint coincidència, síntesi i descàrrega de tipus de lletra. Aquestes tècniques no van guanyar gaire ús i es van eliminar a l'especificació CSS2.1. Tanmateix, Internet Explorer va afegir suport per a la funció de descàrrega de fonts a la versió 4.0, publicada el 1997. La descàrrega de tipus de lletra es va incloure posteriorment al mòdul de fonts CSS3, i des de llavors s'ha implementat a Safari 3.1, Opera 10 i Mozilla Firefox 3.5. Això ha augmentat posteriorment l'interès per la tipografia web, així com l'ús de la descàrrega de fonts.

## CSS1
A la primera especificació CSS, els autors van especificar les característiques del tipus de lletra mitjançant una sèrie de propietats:
- font-family
- font-style
- font-variant
- font-weight
- font-size

Tots els tipus de lletra es van identificar únicament pel nom. Més enllà de les propietats esmentades anteriorment, els dissenyadors no tenien cap manera d'estilitzar els tipus de lletra i no existia cap mecanisme per seleccionar algun tipus de lletra no present al sistema client.

### Tipus de lletra segurs per a la web
Els tipus de lletra segurs per a la web són tipus de lletra que probablement estiguin presents en una àmplia gamma de sistemes informàtics i que els utilitzen els autors de contingut web per augmentar la probabilitat que el contingut es mostri amb la font escollida. Si un visitant d'un lloc web no té el tipus de lletra especificat, el seu navegador intenta seleccionar una alternativa similar, basant-se en les fonts alternatives i les famílies genèriques especificades per l'autor, o utilitza la substitució de fonts definida al sistema operatiu del visitant.

### Tipus de lletra web bàsics de Microsoft

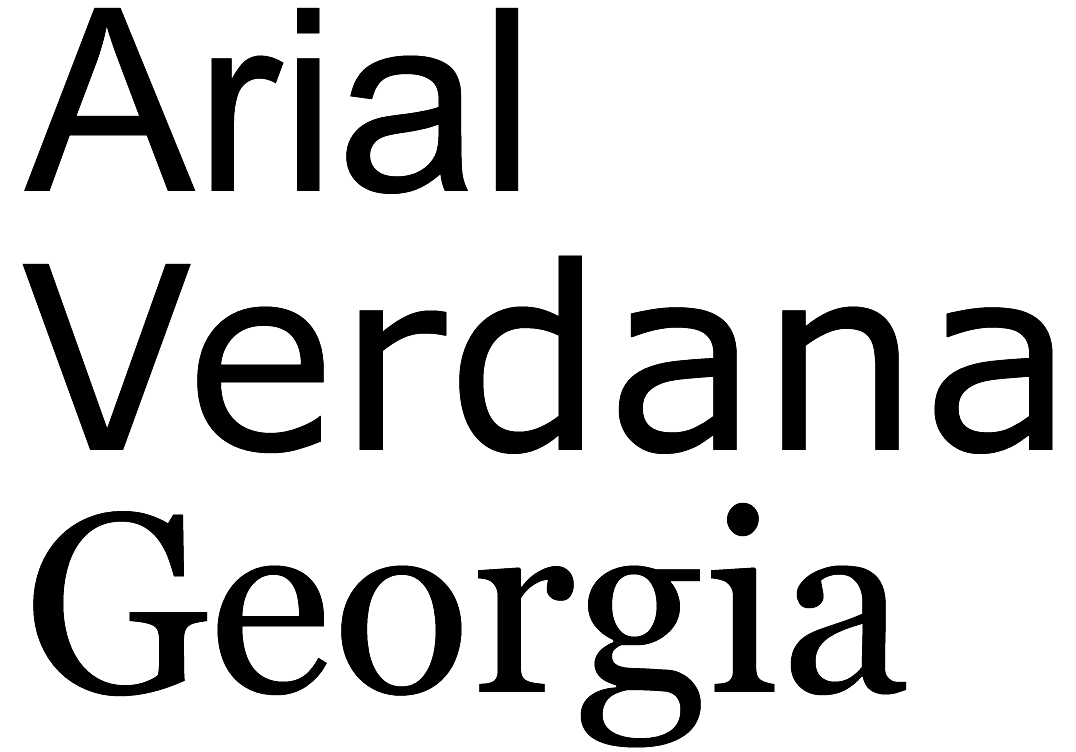

Des que va ser publicat per Microsoft el programa Core fonts for the Web, els tipus de lletra Arial, Georgia, i Verdana s'han convertit en els tres tipus de lletra més utilitzats a la web.
Per garantir que tots els usuaris web tinguessin un conjunt bàsic de tipus de lletra, Microsoft va iniciar la iniciativa Core fonts for the Web l' any 1996 (acabada el 2002). Els tipus de lletra llançats inclouen Arial, Courier New, Times New Roman, Comic Sans, Impact, Georgia, Trebuchet, Webdings i Verdana, sota un EULA que els feia distribuïbles lliurement però també limitava alguns drets al seu ús. La seva alta taxa de penetració els ha convertit en un element bàsic per als dissenyadors web. Tanmateix, la majoria de distribucions de Linux no inclouen aquests tipus de lletra de manera predeterminada.
La norma CSS2 va intentar augmentar les eines disponibles per als desenvolupadors web afegint síntesi de tipus de lletra, millora de la concordança de tipus i la possibilitat de descarregar tipus remots. Algunes propietats de tipus de lletra CSS2 es van eliminar de CSS2.1 i posteriorment es van incloure a CSS3.

### Tipus de lletra alternatius
L'especificació CSS permet llistar diversos tipus de lletra com a alternatius. En CSS, la propietat font-family accepta una llista de tipus de lletra separat per comes per utilitzar, com ara: font-family: Helvetica, "Nimbus Sans L", "Liberation Sans", Arial, sans-serif;. El primer tipus de lletra especificat és el tipus de lletra preferit. Si aquest tipus de lletra no està disponible, el navegador web prova d'utilitzar el següent tipus de lletra de la llista. Si no es troba cap dels tipus de lletra especificats, el navegador mostra el seu tipus de lletra predeterminat. Aquest mateix procés també passa per caràcter si el navegador intenta mostrar un caràcter que no està present en el tipus de lletra especificat.

## "Web-fonts"
A part del suport d'alguns tipus de lletra especials dins de UTF-8, es va especificar per primera vegada una tècnica per fer referència a tipus remots i descarregar-les automàticament a l'especificació CSS2, que va introduir la construcció @font-face. Aleshores, l'obtenció de fitxers de tipus de lletra del web era controvertit perquè els tipus de lletra destinats a ser utilitzats només per a determinades pàgines web també es podien descarregar i instal·lar infringint la llicència del fabricant.
Microsoft va afegir per primera vegada suport per a tipus de lletra EOT descarregables a Internet Explorer 4 l'any 1997. Els autors havien d'utilitzar l'eina propietària WEFT per crear un fitxer de tipus de lletra subconjunt per a cada pàgina. L'EOT va demostrar que els tipus web podien funcionar i el format es va utilitzar en sistemes d'escriptura no compatibles amb sistemes operatius comuns. Tanmateix, el format mai va obtenir una acceptació generalitzada i finalment va ser rebutjat pel W3C.
L'any 2006, Håkon Wium Lie va iniciar una campanya contra l'ús de l'EOT i que els navegadors web admetessin els formats de lletra d'ús habitual. El suport per als formats de lletra TrueType i OpenType utilitzats habitualment s'ha implementat des de llavors a Safari 3.1, Opera 10, Mozilla Firefox 3.5 i Internet Explorer 9.
L'any 2010, la Fundació Mozilla, Opera Software i Microsoft van enviar al W3C el mètode de compressió WOFF per a tipus TrueType i OpenType, i des de llavors els navegadors hi han afegit suport.
Google Fonts es va llançar el 2010 a oferir web-fonts sota llicències de codi obert. El 2016, més de 800 famílies de web-fonts estan disponibles. Les web-fonts s'han convertit en una eina important per als dissenyadors web i, a partir del 2016, actualment la majoria de llocs web utilitzen web-fonts.